# Troidini
Troidini (лат.) — триба в составе семейства Парусники, включающая 142 вида в составе 8 родов.

## Систематика
Триба включает следующие рода:
- Battus
- Euryades
- Cressida
- Parides
- Atrophaneura
- Ornithoptera
- Trogonoptera
- Troides

## См.также
- Орнитоптеры